# Состеньо
Состеньо (итал. Sostegno) — коммуна в Италии, находится в регионе Пьемонт, в провинции Бьелла.
Население составляет 784 человека (2008), плотность населения составляет 44 чел./км². Занимает площадь 18 км². Почтовый индекс — 13868. Телефонный код — 015.
Покровителем коммуны почитается священномученик Лаврентий, празднование 10 августа.

## Демография
Динамика населения:

## Администрация коммуны
- Официальный сайт:

## Достопримечательности
- Церковь Святой Троицы
- Приходская церковь Сан-Лоренцо, первоначально построенная на руинах замка, разрушенного в 1527 году. Была отреставрирована в 1680 году с использованием древней башни замка в качестве колокольни.
- Оратория Святого Иакова с большим количеством фресок внутри[3].

## Экономика
Основу экономики коммуны составляет сельское хозяйство: главным образом, садоводство (яблоневые сады) и виноградарство. 